# Antonio Loredan
Antonio Loredan (1420. – 1482.) bio je član mletačke plemićke obitelji Loredan, kapetan Skadra i guverner u Splitu, Mletačkoj Albaniji i Moreji.

## Obitelj
Antonio Loredan rođen je u grani Santa Maria plemićke obitelji Loredan. Njegova supruga bila je Orsa (Orsola) Pisani, s kojom je imao tri sina: Giovannija, Marca i Jacopa.

## Karijera
1466. Loredan je bio namjesnik u Moreji. U razdoblju 1467-69 bio je guverner Splita u Mletačkoj Dalmaciji.
Loredan je 12. srpnja 1473. imenovan kapetanom Skadra i guvernerom Albanije Venete.
Bio je jedan od mletačkih vojnih zapovjednika tijekom osmanske opsade Skadra 1474. Prema nekim izvorima, kad se skutarski garnizon požalio na nedostatak hrane i vode, Loredan im je rekao: "Ako ste gladni, evo mog tijela; ako ste žedni, dajem vam svoju krv.".
Zbog uspješne obrane grada smatran je ratnim herojem. Venecijanska vlada dodijelila je Loredanu titulu "Viteza svetog Marka". Kako bi proslavili ovu pobjedu, Venecijanci su 4. rujna 1474. odlučili izgraditi bolnicu.
Nakon uspješne obrane Skadra, mletačka vlada naredila je Loredanu da zauzme Cipar i zauzme njegove dvorce nakon što je prvo uništio osmanske utvrde na Bojani. Svrha ovog poteza bila je spriječiti Republiku Genovu da iskoristi nestabilnu situaciju na Cipru i prva ga zauzme.
1478. Loredan je izabran za prokuratora svetog Marka. Umro je od malarije 1482. godine, tijekom Rata u Ferrari.

## U književnosti i umjetnosti
Loredan se spominje u mnogim književnim djelima, poput onih koje su napisali Stjepan Mitrov Ljubiša i Marin Barleti.